# Бордано
Бордано (итал. Bordano) — коммуна в Италии, располагается в регионе Фриули-Венеция-Джулия, в провинции Удине.
Население составляет 796 человек (2008), плотность населения составляет 52 чел./км². Занимает площадь 15 км². Почтовый индекс — 33010. Телефонный код — 0432.
Покровителем коммуны почитается святой Антоний Великий.

## Демография
Динамика населения:

## Galleria d'immagini

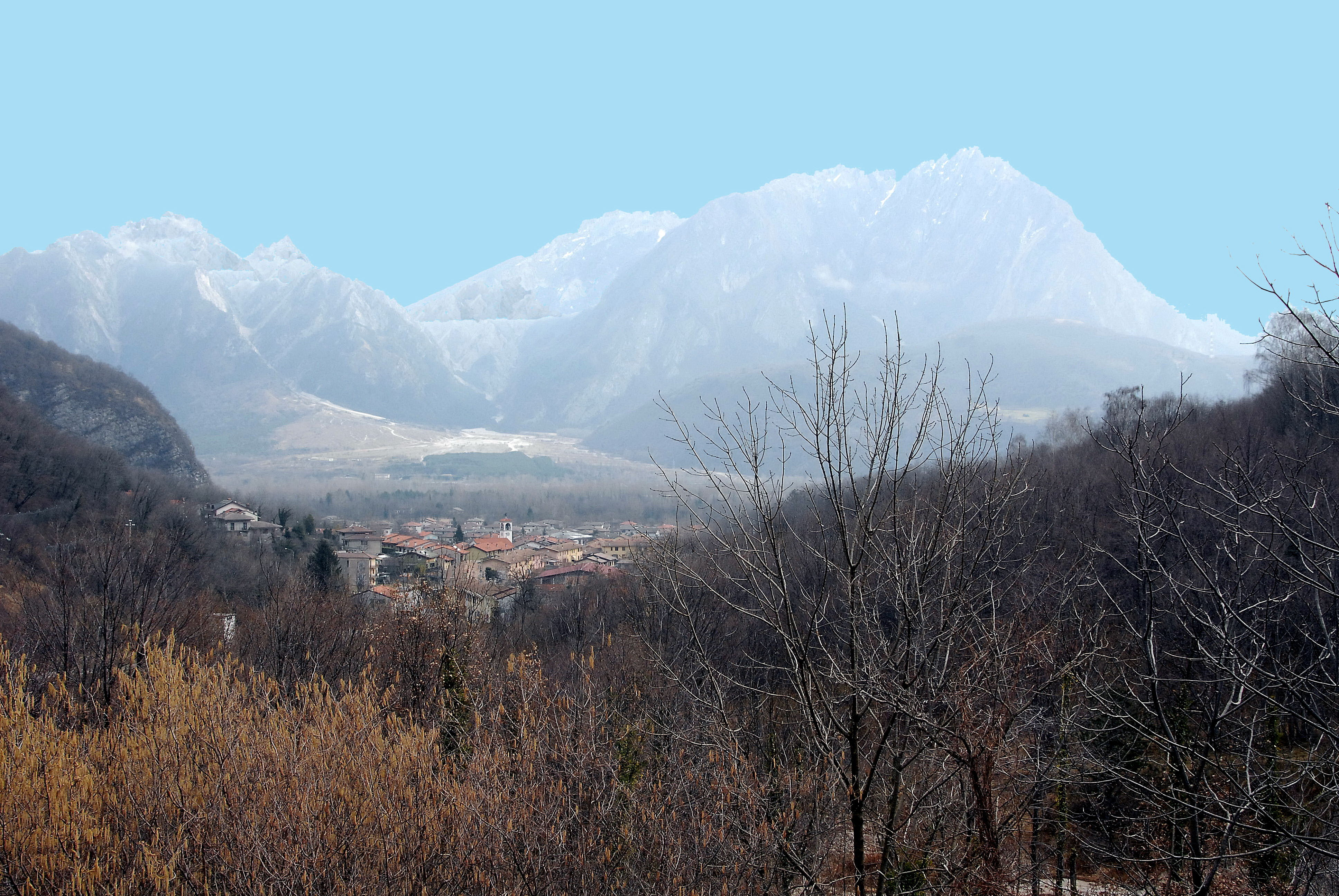
Бордано. Вдали — гора Кьямпон
Murale a Bordano
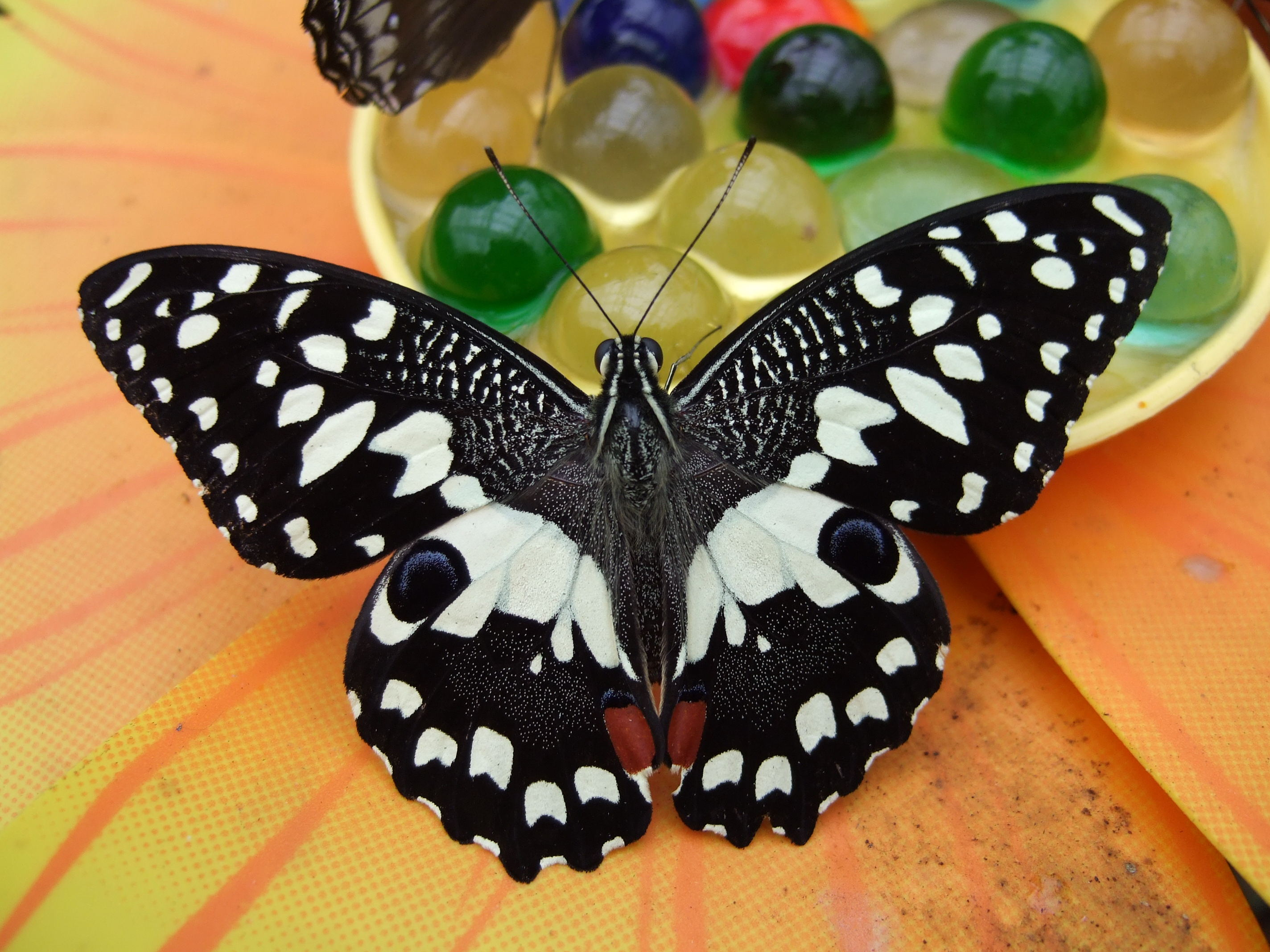
Бабочка из Дома бабочек

## Администрация коммуны
- Официальный сайт: http://www.comune.bordano.ud.it/